# Marta Valdés
Marta Emilia Valdés González (La Habana, 6 de julio de 1934 - La Habana, 3 de octubre de 2024) fue una compositora, guitarrista e intérprete cubana.

## Trayectoria artística
Estudió teoría y solfeo con varios profesores cubanos y participó en los cursos del Seminario de Música Popular dirigido por el pianista y musicólogo Odilio Urfé en 1963. Fue discípula de Leopoldina Núñez y Francisqueta Villalta, y continuó estudios bajo la guía de Vicente González Rubiera (Guyún) y Harold Gramatges, entre otras figuras.
Considerada la figura más significativa de la segunda generación del movimiento filin, su estilo compositivo sitúa a la armonía en relación dialéctica con la melodía y el texto, rompiendo con la tendencia establecida durante la década de 1950. Así, su obra es convierte en un puente hacia la aparición de una nueva canción en Cuba, tanto en el ámbito musical como en el poético, vinculó los maestros fundadores del género a los cantautores del Movimiento de la Nueva Trova.
Valdés fue fundadora de la columna Palabras en la publicación digital Cubadebate, donde publicó crónicas y críticas musicales, y también es autora de varios libros como 'Donde vive la música', 'Palabras' y 'La cuerda al aire'.
Sus canciones han sido interpretadas por artistas como Vicentico Valdés, Bola de Nieve, Bebo Valdés, Freddy, Renée Barrios, Malena, Bobby Jiménez, Pablo Milanés, Sara González, Sílvia Pérez Cruz, Mayte Martín, Chano Domínguez, Martirio, Raúl Rodríguez o Vicente Feliú, entre otros.